# 16 Eskadra Wywiadowcza

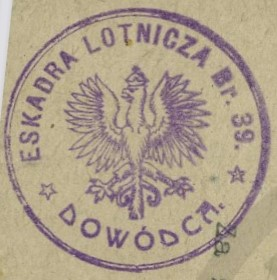
Odcisk pieczęci

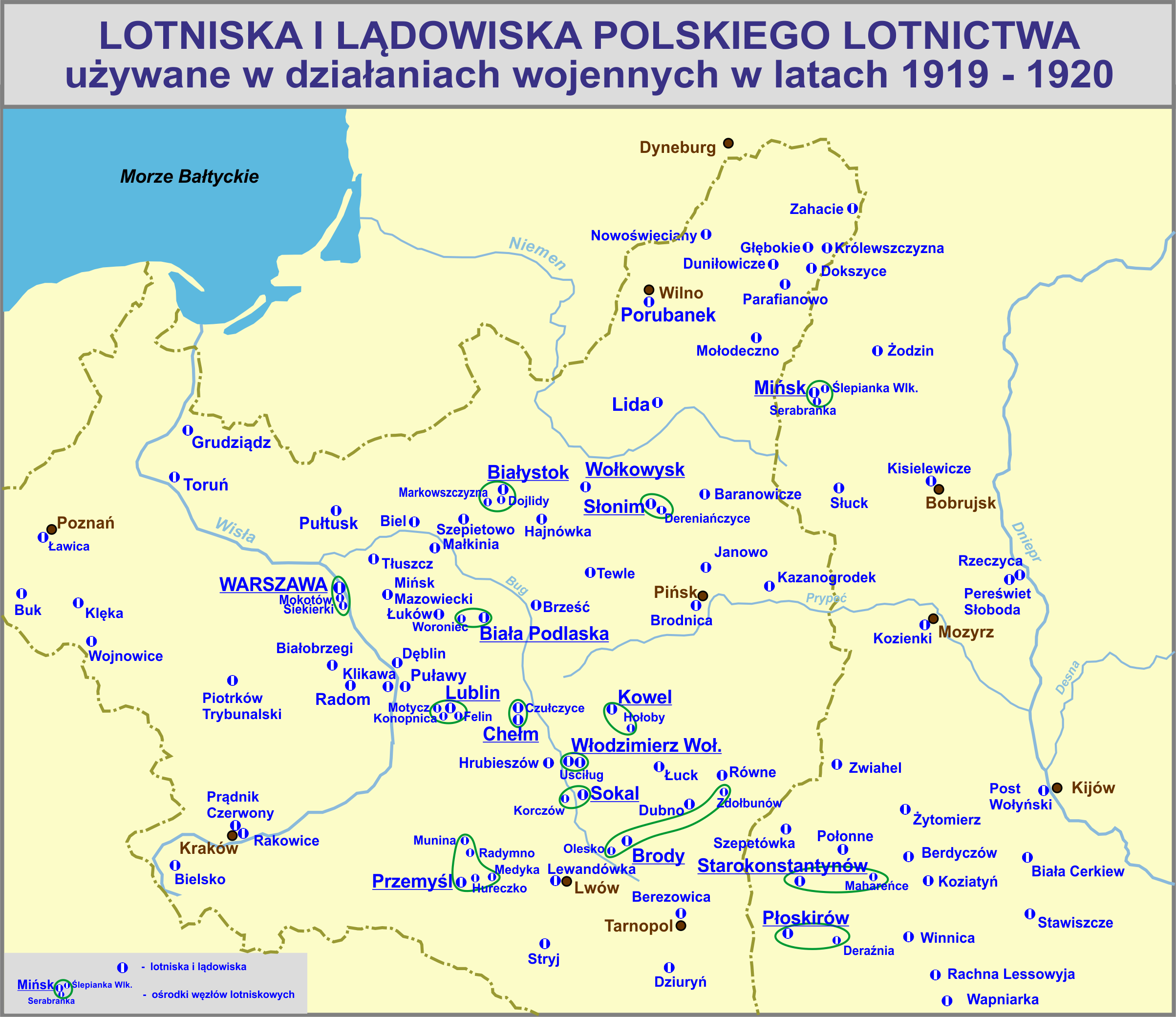

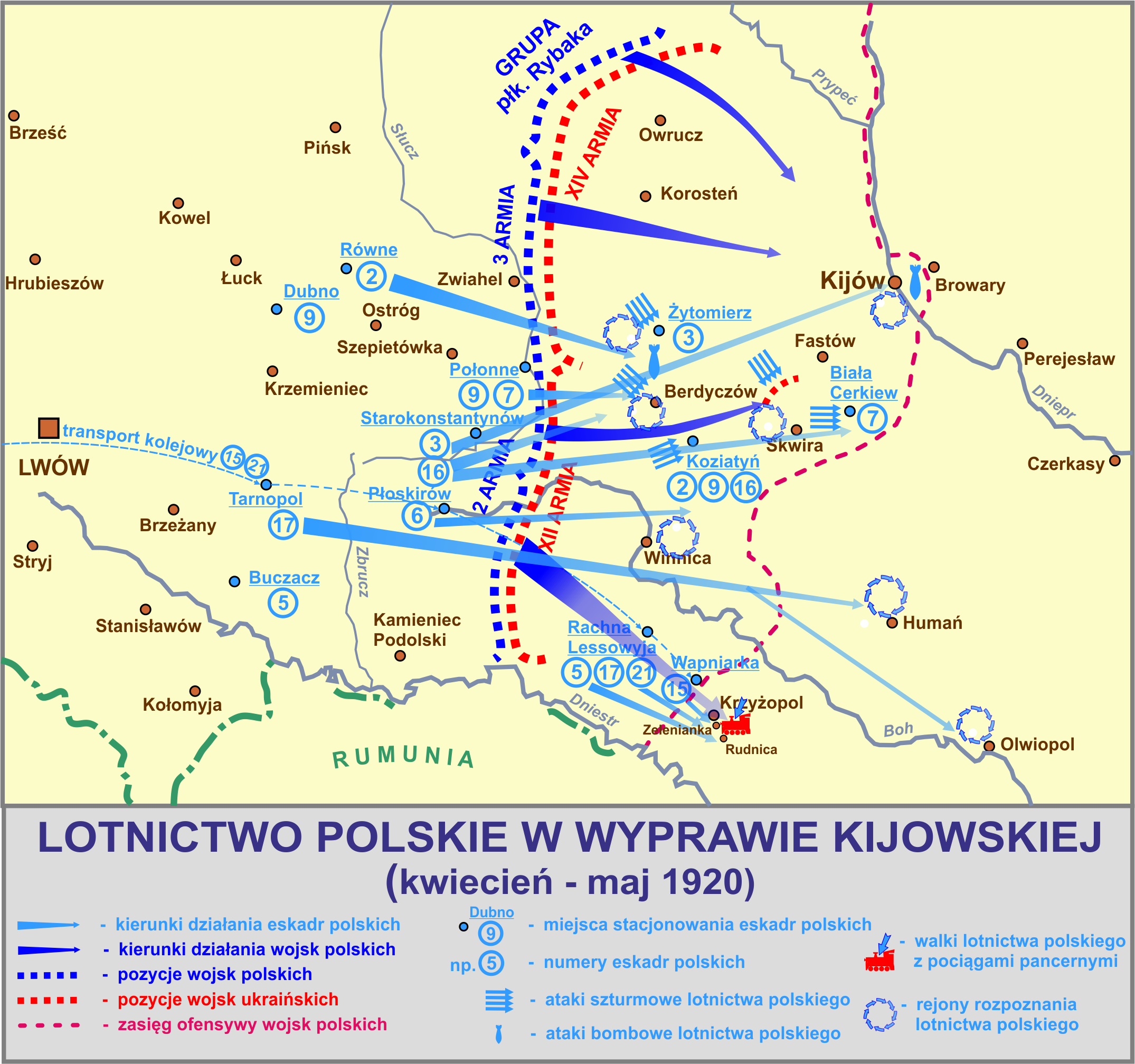

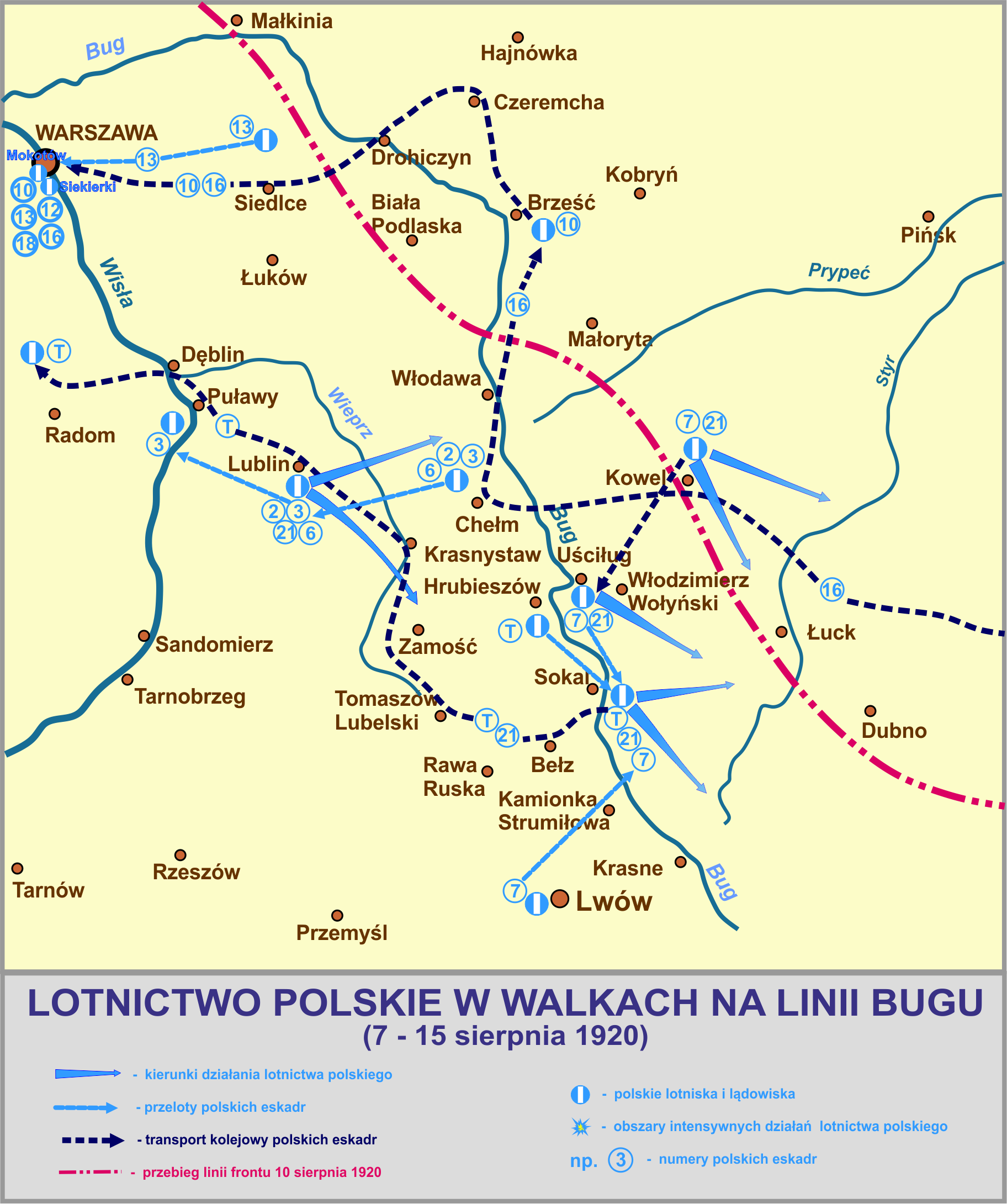

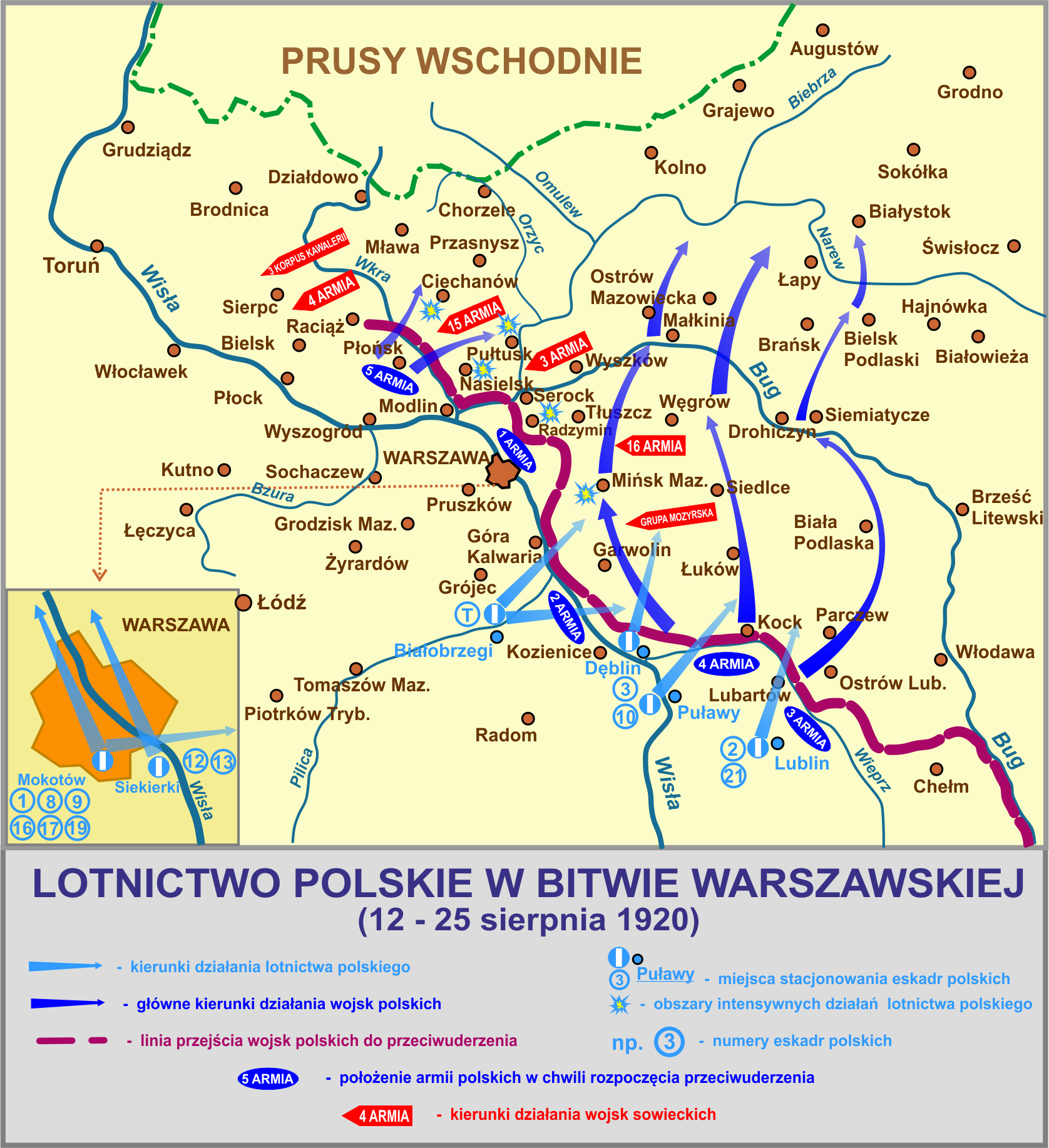

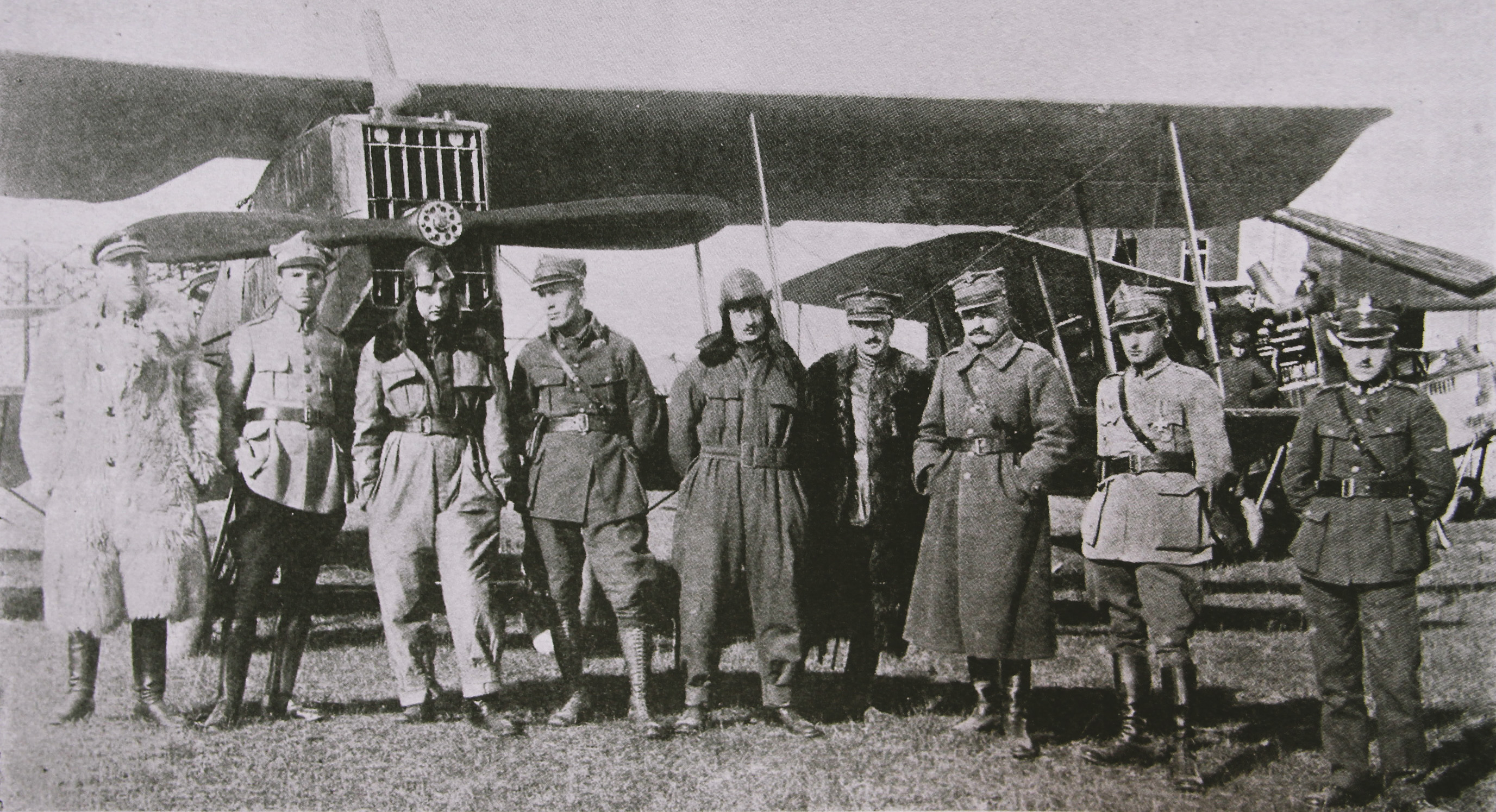
16 eskadra wywiadowcza na lotnisku w Lidzie przed „Buntem Wileńskim”, razem z szefem lotnictwa 2 armii rtm. Antonim Buckiewiczem

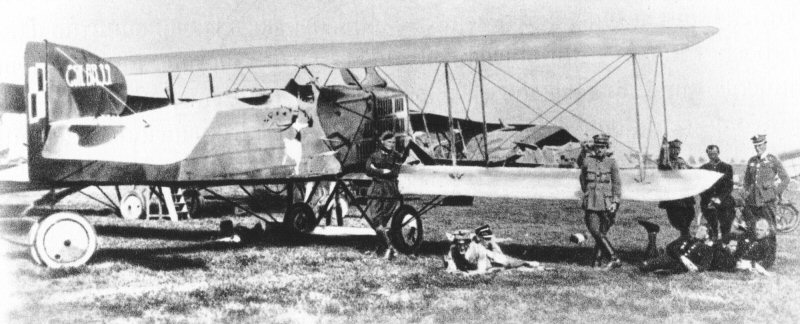
Breguet 14A2 16 Eskadry Wywiadowczej w Kijowie, w 1920

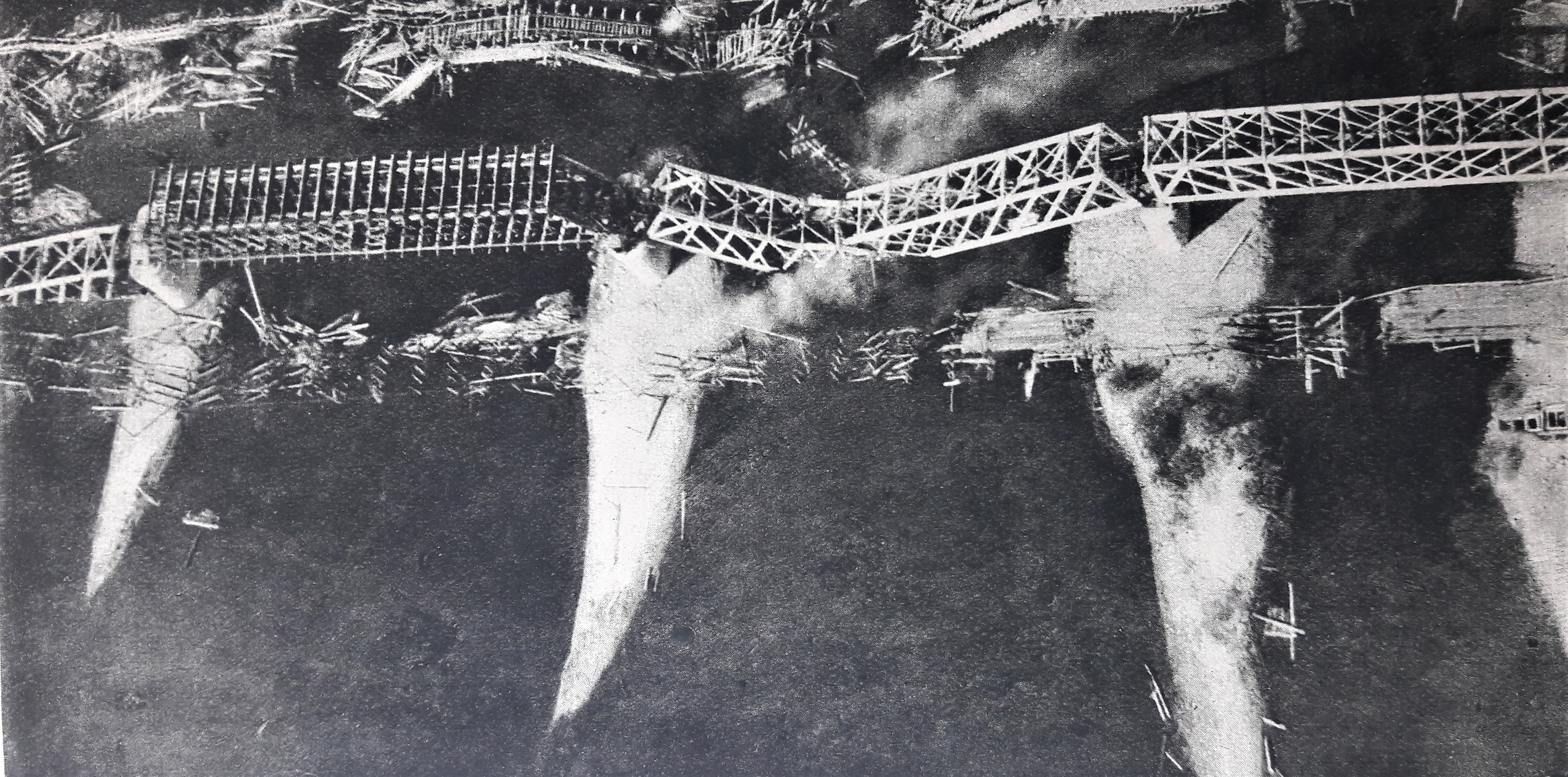
Zniszczone mosty na Niemnie – zdjęcie wykonała 30 IX 1920 załoga: kpt. pilot Teofil Dziama i ppor. obs. Michał Blaicher

16 eskadra wywiadowcza – pododdział lotnictwa rozpoznawczego Armii Polskiej we Francji, Wojska Litwy Środkowej i Wojska Polskiego w II Rzeczypospolitej.
Eskadra sformowana została we Francji jako 39 eskadra Breguetów. Po ustaniu działań wojennych na frontach I wojny światowej, weszła w skład Błękitnej Armii gen. Józefa Hallera. Wiosną 1919 przybyła do Polski, a w 1920 przemianowana została na 16 eskadrę wywiadowczą. Walczyła na frontach wojny polsko-bolszewickiej. W październiku 1920, wraz z wojskami wiernymi gen. Lucjanowi Żeligowskiemu, wzięła udział w wyprawie na Wilno i pod nazwą eskadry lotniczej Litwy Środkowej stała się częścią sił zbrojnych tego quasi-państwa. W marcu 1921 powróciła do Warszawy i weszła w skład 1 pułku lotniczego.
W 1925 została przemianowana na 11 eskadrę lotniczą, a cztery lata później na 11 eskadrę liniową. W marcu 1939 eskadra została rozwiązana.
Godło eskadry: biegnąca dziewczyna w biało-czerwonej sukience z bukietem kwiatów w ręce (proj. ppor. pil. Franciszek Rudnicki).

## Formowanie i walki
Wiosną 1919 w skład Armii Polskiej we Francji włączona została francuska, wyposażona w 10 samolotów Breguet XIV A2, 39 eskadra Breguetów. W maju 1919 eskadra wraz z Błękitną Armią gen. Józefa Hallera przetransportowana została do Polski. Po przybyciu do kraju jednostka rozlokowana została w Warszawie, a później w Lublinie i Krakowie.

### 16 eskadra wywiadowcza
Na przełomie marca i kwietnia 1920 przystąpiono do zmiany numeracji eskadr lotnictwa wojskowego. 39 eskadra Breguetów otrzymała nazwę 16 eskadra wywiadowcza
W kwietniu, w składzie V Grupy Lotniczej eskadra wzięła udział w wyprawie kijowskiej, działając na korzyść 13 Dywizji Piechoty z 2 Armii gen. Listowskiego, startując z lotniska Kremeńczuki koło Starokonstantynowa.
Do działań bojowych przystąpiła 19 kwietnia.
23 kwietnia eskadra wzięła udział w walkach o Berdyczów. Nad Berdyczowem uszkodzony został samolot ppor. Jerzego Rudnickiego. Pilot z trudem doprowadził maszynę do własnych linii. Tego samego dnia w walkach o to miasto wyróżnił się sierż. Józef Dąbrowski. Ten sam pilot dwa dni później zwalczał transporty kolejowe przeciwnika na linii Koziatyn – Fastów.
Od 25 kwietnia eskadra aktywnie walczyła o zdobycie Czudnowa, Chmielnika, Żytomierza, Berdyczowa i Koziatynia. Wykonywała loty rozpoznawcze i bombardierskie.
Od 3 maja jednostka operowała na korzyść oddziałów 3 Armii nacierających na pozycje bolszewickie na Dnieprze, pod Kijowem i w Białej Cerkwi. Szczególnie skutecznie walczyła w trakcie pościgu za szybko wycofującym się nieprzyjacielem.
Eskadra stacjonowała wtedy na lotnisku Mahareńce Wołoskie.
28 maja eskadra zbombardowała pociągi pancerne stojące na stacji w Boryspolu, a następnie zwalczała stanowiska sowieckiej artylerii.
1 czerwca pchor. Władysław Ciechoński podczas lotu wywiadowczego w rejonie Taraszcza – Stawczyn zbombardował oddział kawalerii sowieckiej i jeszcze tego samego dnia wziął udział w kilku atakach bombowych na okręty nieprzyjaciela w rejonie Kaniowa.
2 czerwca załogi eskadry ponownie atakowały Boryspol i zgromadzone tam pociągi pancerne. Pchor. Władysław Ciechoński uszkodził jeden z nich, a jego pilot sierż. Toluściak mimo czterokrotnego trafienia ich samolotu doprowadził uszkodzoną maszynę na lotnisko.
Od 3 czerwca eskadrę skierowano do walk na północ od Kijowa w rejon Okuninowa. W tym czasie eskadra dysponowała zaledwie dwoma samolotami. W ciągu następnych dni prowadziła działania nękające i w ten sposób skutecznie powstrzymywała wojska bolszewickie. Wspólnie z 3 eskadrą przeprowadziła w rejonie przeprawy 23 loty szturmowe zrzucając podczas nich 1500 kg bomb. Duża skuteczność ataków lotniczych skłoniła dowództwo sowieckie do ubezpieczenia rejonu własnej przeprawy. Do tego celu delegowano trzy samoloty myśliwskie. Startowały one kilkakrotnie na przechwycenie polskich samolotów. W walkach powietrznych eskadra strat nie poniosła.
6 czerwca 16 eskadra straciła jedną załogę. Tego dnia załoga sierż. Józef Dąbrowski i ppor. Jerzy Rudnicki wykonywała lot łącznościowy do VII Brygady Piechoty. W drodze powrotnej, już w strefie lotniska, ich samolot wpadł w korkociąg i rozbił się o ziemię. Obaj lotnicy zginęli.
10 czerwca samoloty eskadra przegrupowała się z Kijowa na lotnisko w Zwiahlu. Tu dowódca dywizjonu mjr Jerzy Kossowski postanowił, że 16 eskadra przekaże swój ostatni sprawny samolot 3 eskadrze, a sama uda się po nowe maszyny do Łucka. Dowództwa nad spieszoną eskadrą objął por. Władysław Gliński. Po dotarciu do Łucka dowódca spieszonej eskadry otrzymał polecenie odmarszu do Lublina. Pod koniec lipca osiągnięto Lublin. Tu także samolotów nie było.
Eskadra skierowana została do Warszawy i dotarła tam w pierwszych dniach sierpnia.

### Działania w Bitwie Warszawskiej
W pierwszych dniach sierpnia eskadra stacjonowała w Warszawie. Do 10 sierpnia eskadra nie otrzymała ani jednego samolotu, oczekując nadal na dostawy sprzętu brytyjskiego i niemieckiego. Załogi wypożyczały samoloty od innych eskadr i od 5 sierpnia włączyły się do walki o stolicę.
Pierwszy lot wykonała załoga por. Pawluć i ppor. Michał Blaicher. W kolejnych dniach działano na kierunkach Małkini, Ostrowi i Przetyczy. W ramach przygotowań do operacji znad Wieprza Naczelne Dowództwo Wojska Polskiego zarządziło koncentrację eskadr polskiego lotnictwa wojskowego w dwóch rejonach: lotnictwa 1. i 5 Armii – na lotniskach warszawskich (Mokotów i Siekierki), a lotnictwa 2., 3. i 4 Armii na lotniskach Radomia, Dęblina, Puław i Lublina.
12 sierpnia włączyła się do akcji 16 eskadra wywiadowcza.
W tym dniu podczas ataku na pozycje sowieckiej 27 Dywizji Strzelców z 16 Armii został zestrzelony samolot dowódcy eskadry ppor. Jerzego Rudlickiego z obs. pchor. Władysławem Ciechońskim. Obserwator poległ, a ciężko ranny pilot posadził maszynę tuż za linią frontu. W tym samym dniu, podczas startu Albatrosa C.15 zginęła załoga: kpr. Białogrodzki i plut. Jan Starzyński. W związku z tymi stratami, a także z powodu wysłania do Gdańska dwóch lotników po karabiny maszynowe do samolotów, działania eskadry w następnych dniach były bardzo ograniczone.
Po raz kolejny do działań eskadra włączyła się pod koniec drugiej dekady sierpnia.
Posiadając kilka samolotów typu Breguet 14, przystąpiła do bardziej intensywnych działań.
Od 18 do 20 sierpnia działała w rejonach Siedlec, Sokołowa, Małkini, Wyszkowa, Płońska i Sierpca.
W tym czasie zostali do niej przydzieleni piloci: ppor. Teofil Dziama, sierż. Poteć, sierż. Wolniczek, plut. Ryszard Bartel i obserwator ppor. jan Makowiecki.
Do końca sierpnia 16 eskadra działała z lotniska mokotowskiego, a z chwilą zakończenia działań pościgowych, otrzymała nowy przydział do lotnictwa 2 Armii i przebazowała się pod Białystok.
25 sierpnia zakończyły się działania pościgowe za rozbitymi oddziałami sowieckimi. Na kilka tygodni nastąpiła stabilizacja linii frontu, a jednostki Wojska Polskiego, w tym lotnicze, przeszły kolejną reorganizację.
Po reorganizacji ugrupowanie wojsk polskich na północnym odcinku frontu składało się z 2. i 4 Armii. Zmienił się też przydział lotnictwa do poszczególnych związków operacyjnych. W skład lotnictwa 2 Armii wchodziły: 1., 12. i 16 eskadra wywiadowcza oraz 13 eskadra myśliwska. Eskadry 1. i 13. stacjonowała w Dojlidach, a eskadry 12. i 16 w Markowszczyznie.
W tym czasie w skład lotnictwa 4 Armii wchodziły tylko eskadry: 10. i 17 eskadra wywiadowcza. We wrześniu dołączyła 3 eskadra wywiadowcza i 19 eskadra myśliwska.
Bazująca na lotnisku Markowszczyzna, od 5 września 16 eskadra prowadziła szczegółowe rozpoznanie sił i ugrupowania nieprzyjaciela na korzyść oddziałów 2 Armii.
Rejon bliskiego rozpoznania podzielono na dwie strefy: północną – dla 12 eskadry i południową – dla 1 eskadry, a na dalekie loty wywiadowcze wysyłano wyłącznie Breguety właśnie 16 eskadry.
W drugiej połowie września przygotowania do bitwy weszły w stadium końcowe.
16 września załogi 16 eskadry: ppor. Teofil Dziama i ppor. Jan Makowiecki oraz plut. Waleriańczyk i ppor. Zenon Romanowski rozpoznały stan sowieckich przepraw mostowych na odcinku od Grodna do Mroczy.
17 września, bardzo nietypowy lot wykonał sierż. pil. Edward Waleriańczyk. Otrzymał on zadanie przewiezienia o Równego dowódcy sojuszniczej rosyjskiej 3 Armii gen. Borysa Peremykina. Po drodze odkręciła się pompa paliwowa i pilot musiał lądować awaryjnie. Po naprawie samolot wystartował do dalszego lotu, ale w jego trakcie zapalił się silnik. Przytomność umysłu pilota uratowała załogę przed niechybną śmiercią.

### Walki w okresie bitwy niemeńskiej

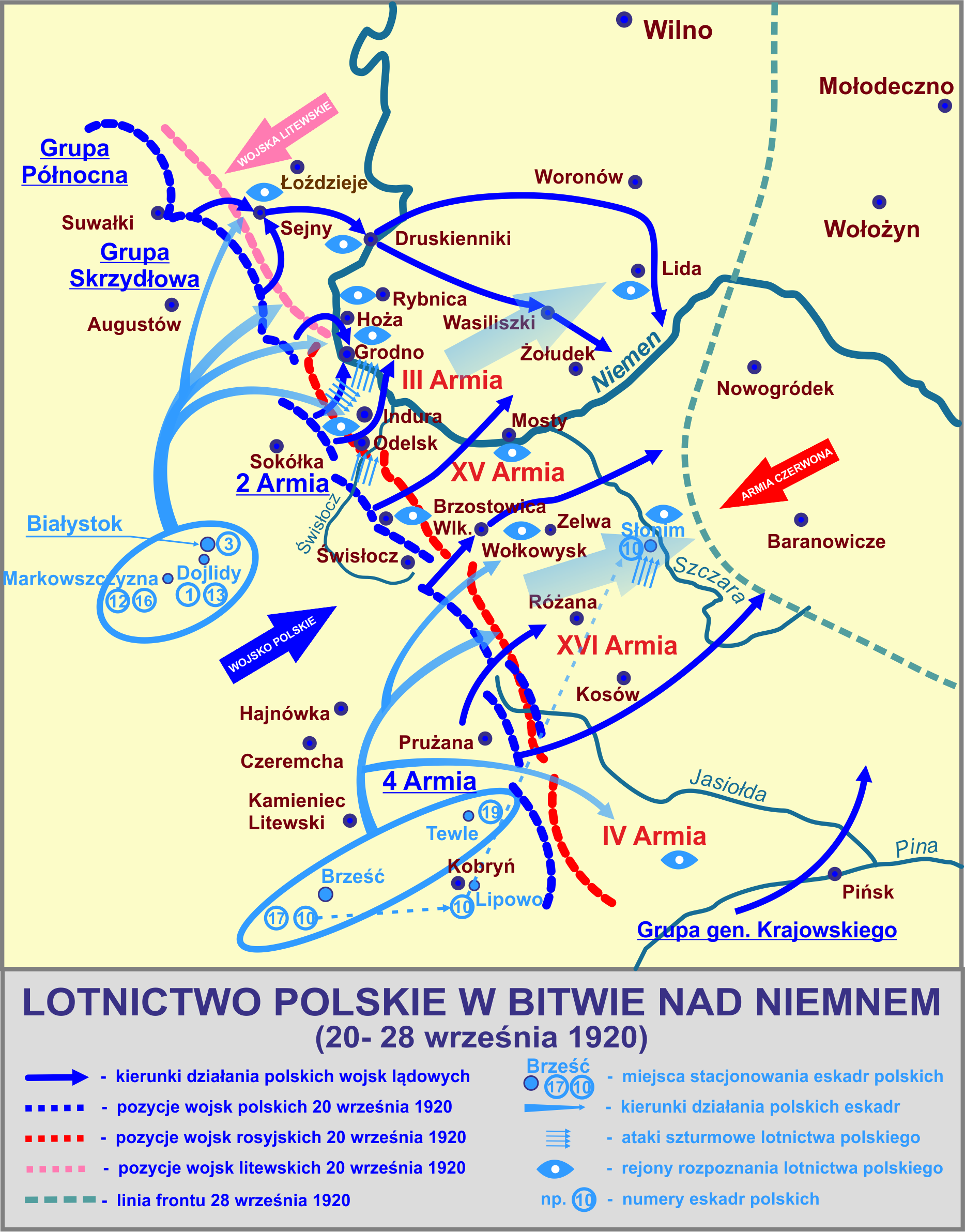

21 września rozpoczęła się bitwa nad Niemnem.
Tego dnia lotnictwo działało niezwykle ofiarnie, a załodze eskadry: por. Tadeuszowi Halewskiemu i ppor. Lucjanowi Moszczeńskiemu zapisano na konto zestrzelony sowiecki balon obserwacyjny.
26 września oddziały sowieckie, wycofując się z zajmowanych stanowisk nad Niemnem i Świsłoczą, przystąpiły do palenia mostów na tych rzekach. Eskadra uczestniczyła w akcji spędzania saperów nieprzyjaciela z mostów. Podczas wykonywania takiego zadania, w rejonie Skidla wyróżnił się por. Teofil Dziama. W następnych dniach kontynuowano ataki na wycofujące się z Grodna oddziały sowieckie. 16 eskadra wywiadowcza zwalczała grupy przeprawiające się przez Niemen.
30 września. podczas działań pościgowych. został zestrzelony samolot eskadry z załogą: por. Tadeusz Halewski i ppor. Zenon Romanowski. Jednakże pilotowi udało się opanować maszynę i wylądować na własnym terytorium.
1 października załoga: por. Teofil Dziama i ppor. Zenon Romanowski podczas lotu wywiadowczego zaatakowała bolszewicki oddział we wsi Horeliszki. W trakcie wykonywania ataku polscy lotnicy stali się również celem ataku. Na polski samolot uderzyły trzy sowieckie myśliwce. W walce powietrznej jeden bolszewicki samolot został trafiony i zmuszony do lądowania, a por. Teofil Dziama na uszkodzonym Bristolu powrócił na lotnisko.
W tym samym dniu inna załoga tej eskadry: por. Tadeusz Halewski i por. Jan Makowiecki, podczas wypełniania zadania na trasie Grodno – Lida – Mołodeczno – Dokszyce, zaatakowała bombami wykryty pociąg pancerny, lecz żadna z bomb nie trafiła. Podczas dalszego lotu, nad rejonem dworca kolejowego w Mołodecznie, lotnicy rozpoznali pociąg dowództwa Frontu Zachodniego i samego Michaiła Tuchaczewskiego, ale wówczas nie mieli już bomb.
2 października większość eskadr 2 Armii przeniosła się na lotnisko w Lidzie.

### Eskadra Lotnicza Litwy Środkowej
9 października gen. Lucjan Żeligowski „zbuntował się” przeciwko dowódcy 3 Armii gen. Władysławowi Sikorskiemu i na czele „wiernych sobie oddziałów” między innymi 1 Dywizji Litewsko-Białoruskiej zajął Wilno oraz powiaty: wileński, trocki, oszmiański i święciański. Trzy dni później wydał dekret nadający temu terytorium status państwa pod nazwą „Litwa Środkowa”.
W skład wojsk tego „państwa” weszła także 16 eskadra wywiadowcza przemianowana na „Eskadrę Lotniczą Litwy Środkowej”.
Jednostka ta wykonywała początkowo jedynie zadania propagandowe i rozpoznawcze.
Jednak, gdy 28 października litewski samolot typu LVG C.5 i zbombardował dworzec kolejowy w Wilnie, zastosowano działania odwetowe. 5 listopada załoga kpt. Teofil Dziama i por. Lucjan Moszczeński zbombardowała kowieńskie lotnisko Poniemunie, a po zrzuceniu bomb i ostrzelaniu zabudowań i hangarów, powróciła do Porubanka pod Wilnem.
Następnego dnia do lotu nad Kowno przygotowano trzy samoloty. Na skutek defektów silników w dwóch maszynach, nad Kowno doleciał jedynie por. Ludwik Moszczeński. Stoczył on nad miastem nierozstrzygniętą walkę z trzema samolotami litewskimi.
7 listopada eskadra zbombardowała rynek w Wiłkomierzu, gdzie odbywał się pobór do litewskiego wojska. W wyniku tej akcji zginęło między innymi 25 osób cywilnych.
W drugiej połowie listopada i w grudniu eskadra prowadziła działania interwencyjne.
24 listopada prowadzono poszukiwania lotnicze brygady jazdy ppłk. Mścisława Butkiewicza, który prowadząc zagon kawaleryjski, zapędził się w głąb Litwy Kowieńskiej i należało go zawrócić.
14 grudnia eskadra zbombardowała stację kolejową w Koszedarach i mosty na Wilii.
Ostatni lot bojowy wykonała eskadra 23 grudnia.
Na lotnisku w Porubanku przebywała do marca 1921.
W okresie działań wojennych zginęło 6 lotników eskadry.

## Eskadra w okresie pokoju
W marcu 1921 16 eskadra wywiadowcza powróciła do Warszawy i weszła w skład I dywizjonu wywiadowczego (w składzie Wojska Litwy Środkowej zastąpiła ją 3 eskadra wywiadowcza). W maju tego roku weszła w skład 1 pułku lotniczego.
W lutym 1925, rozkazem Ministerstwa Spraw Wojskowych nr 2300/org., zapoczątkowano reorganizację lotnictwa wojskowego. Polegała ona między innymi na przeformowaniu eskadr wywiadowczych na „lotnicze” oraz zmianie ich numeracji. Pierwsza cyfra oznaczała numer pułku a następna – kolejność eskadry w pułku.
16 eskadra wywiadowcza przemianowana została na 11 eskadrę lotniczą, a cztery lata później na 11 eskadrę liniową. W marcu 1939 eskadra została rozwiązana, a jej personel latający i techniczny włączony do powstającego 215 dywizjonu bombowego.
|  | 39 eskadra Breguetów | III 1920 | 16 eskadra wywiadowcza | 1925 | 11 eskadra lotnicza |  | 11 eskadra liniowa | III 1939 |

## Żołnierze eskadry

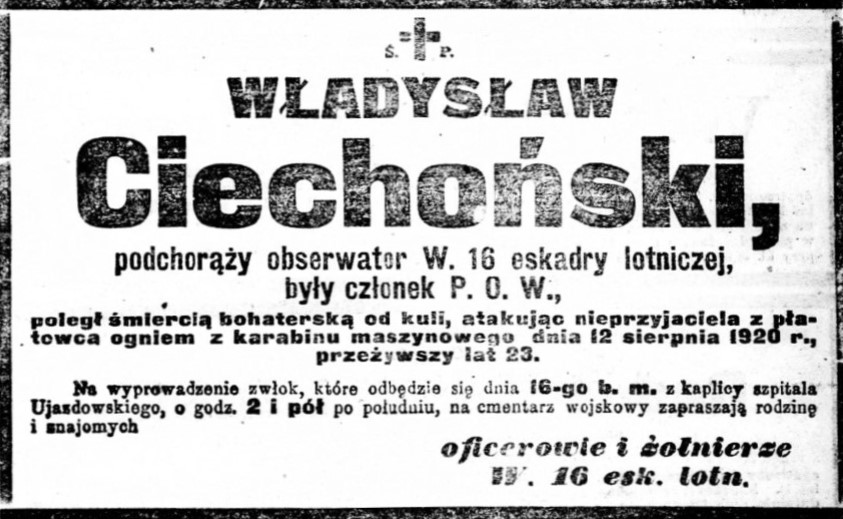
Nekrolog pchor. obs. Władysława Ciechońskiego

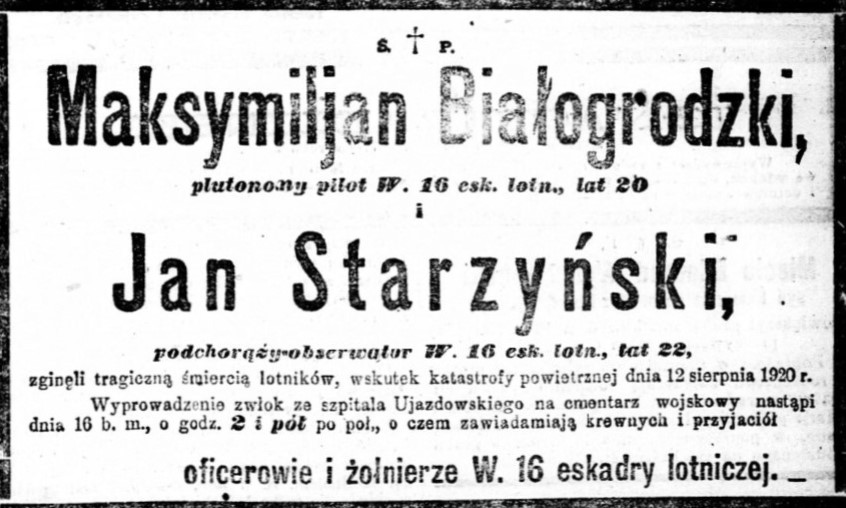
Nekrolog plut. pil. Maksymiliana Białogrodzkiego i pchor. obs. Jana Starzyńskiego

| Dowódcy eskadry                                       | Dowódcy eskadry                  | Dowódcy eskadry                    |
| Stopień                                               | Imię i nazwisko                  | Okres pełnienia służby             |
| ----------------------------------------------------- | -------------------------------- | ---------------------------------- |
| mjr                                                   | de Drouas                        | do IX 1919                         |
| kpt. pil.                                             | Jerzy Rudlicki                   | IX 1919 – VI 1920                  |
| por. pil.                                             | Władysław Gliński                | VI 1920 – VIII 1920                |
| ppor. pil.                                            | Franciszek Rudnicki              | VIII 1920                          |
| ppor. pil.                                            | Marian Burhardt                  | 12 VIII 1920 –                     |
| por. pil.                                             | Tadeusz Prauss                   | IX 1921 – VIII 1922                |
| kpt. obs.                                             | Stefan Sznuk                     | VII 1923 – X 1924                  |
| kpt. pil.                                             | Bronisław Wojtarowicz            | X 1924 – VIII 1925                 |
| Personel latający okresu wojny polsko – bolszewickiej |                                  |                                    |
| Obserwatorzy                                          | Obserwatorzy                     | Piloci                             |
| por. obs. Jan Makowiecki                              | por. obs. Jan Makowiecki         | kpt. pil. Jerzy Rudlicki           |
| ppor. obs. Michał Blaicher                            | ppor. obs. Michał Blaicher       | kpt. pil. Wacław Iwaszkiewicz      |
| ppor. obs. Stanisław Rudnicki                         | ppor. obs. Stanisław Rudnicki    | por. pil. Władysław Gliński        |
| ppor. obs. Zenon Romanowski                           | ppor. obs. Zenon Romanowski      | por. pil. Wiktor Komorowski        |
| ppor. obs. Józef Mickiewicz                           | ppor. obs. Józef Mickiewicz      | ppor. pil. Franciszek Rudnicki     |
| ppor. obs. Lucjan Moszczeński                         | ppor. obs. Lucjan Moszczeński    | ppor. pil. Teofil Dziama           |
| ppor. obs. Czesław Wajcht                             | ppor. obs. Czesław Wajcht        | ppor. pil. Marian Burhardt         |
| pchor. obs. Franciszek Suchos                         | pchor. obs. Franciszek Suchos    | ppor. pil. Tadeusz Halewski        |
| pchor. obs. Władysław Ciechoński                      | pchor. obs. Władysław Ciechoński | sierż. pil. Józef Dąbrowski        |
| plut. obs. Jan Starzyński                             | plut. obs. Jan Starzyński        | sierż. pil. Jan Poteć              |
| plut. obs. Siwek                                      | plut. obs. Siwek                 | sierż. pil. Piotr Tołuściak        |
| plut. obs. Łopaczewski                                | plut. obs. Łopaczewski           | plut. / pchor. pil. Ryszard Bartel |
|                                                       |                                  | plut. pil. Edward Waleriańczyk     |
|                                                       |                                  | plut. pil. Kazimierz Korczak       |
|                                                       |                                  | kpr. pil. Maksymilian Białogrodzki |

## Wypadki lotnicze
- 6 czerwca 1920 podczas jednego z ataków na przeprawy wojsk armii Czerwonej został zabity w locie sierż. pil. Józef Dąbrowski. Stery przejął obserwator ppor. Stanisław Rudnicki, który doprowadził samolot na kijowskie lotnisko, ale podczas lądowania poniósł śmierć, ponieważ nie potrafił lądować[28].
- 12 sierpnia 1920 podczas intensywnych działaniach bojowych zginęli w katastrofie plut. obs. Jan Starzyński i kpr. pil. Białogrodzki[29].

## Samoloty eskadry

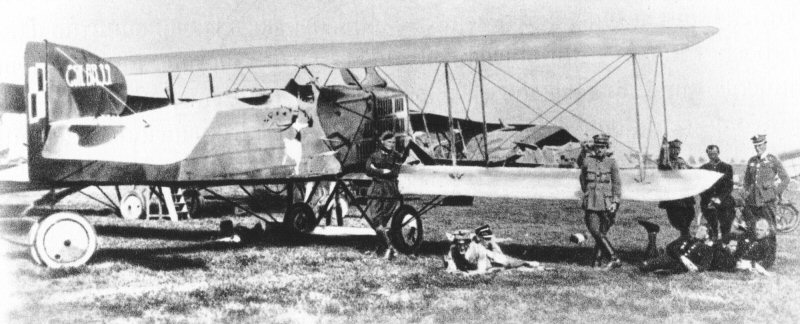
Breguet 14 A2
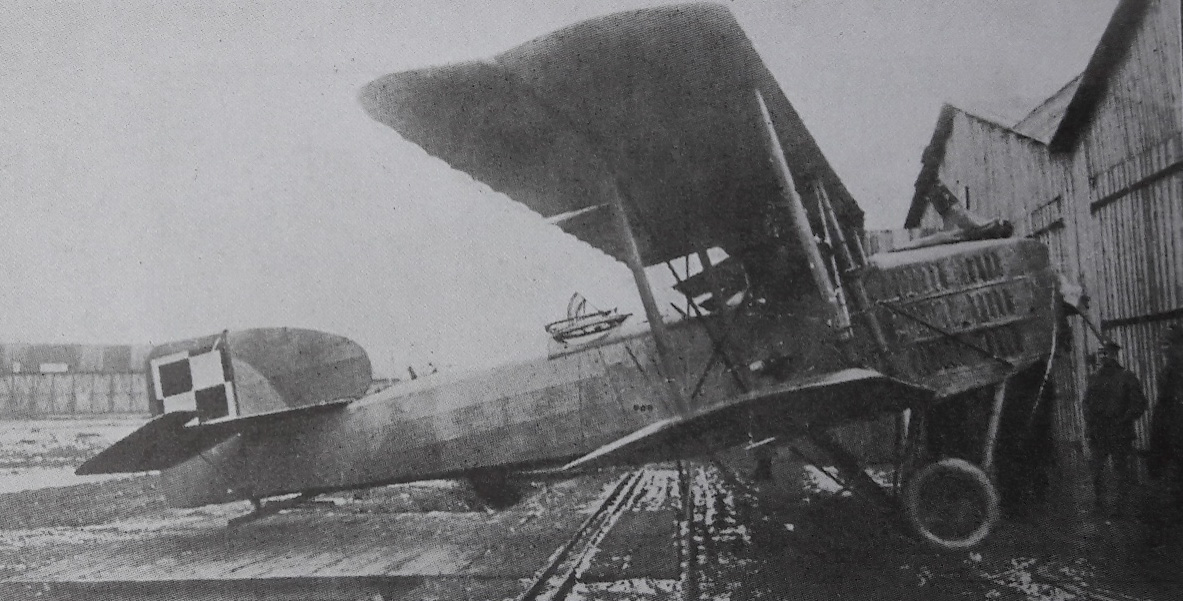
Breguet 14 B2
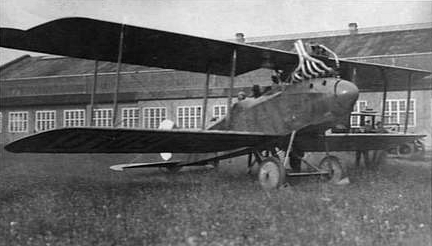
Albatros C.XV
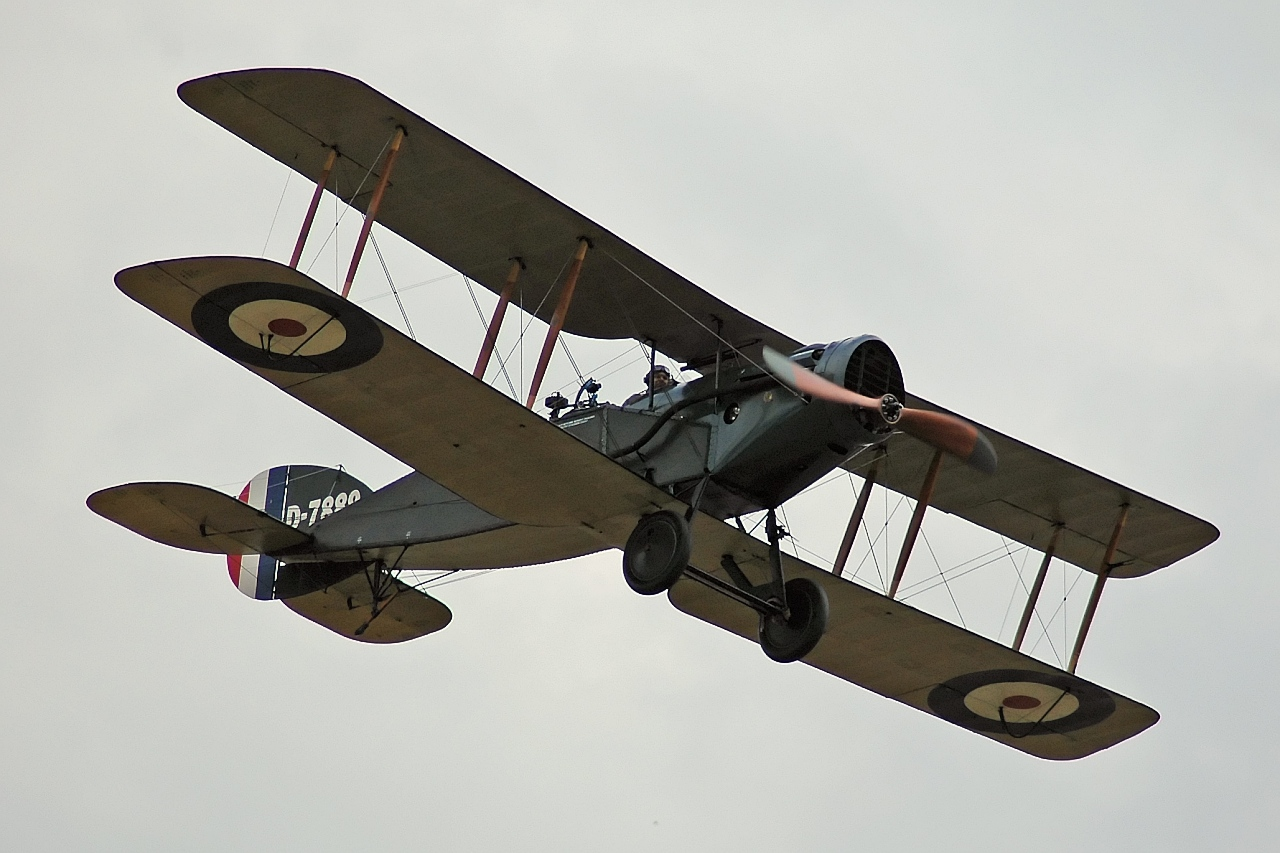
Bristol F.2B Fighter